# Pontón (carrocería de automóvil)

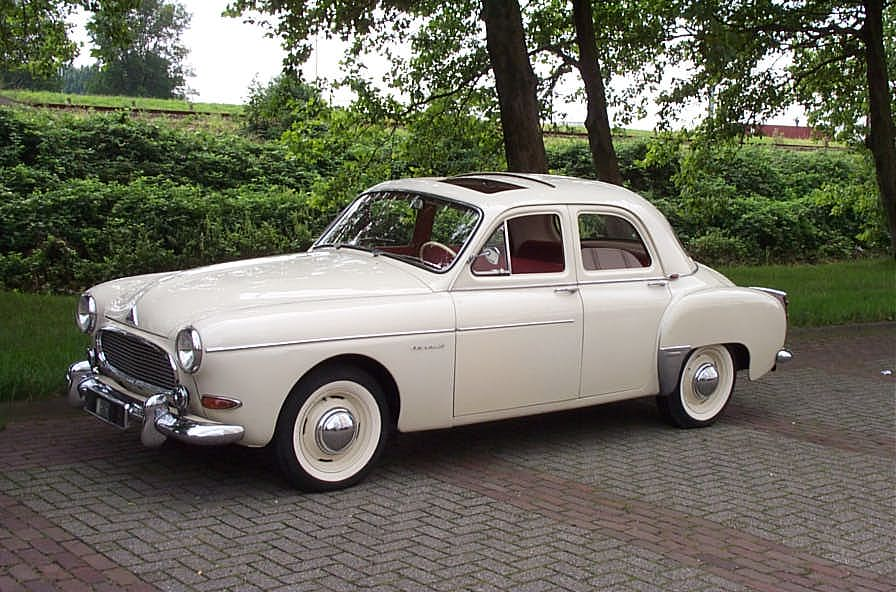
Un Renault Frégate (1951 - 1960), como ejemplo de una carrocería del estilo «Pontón».

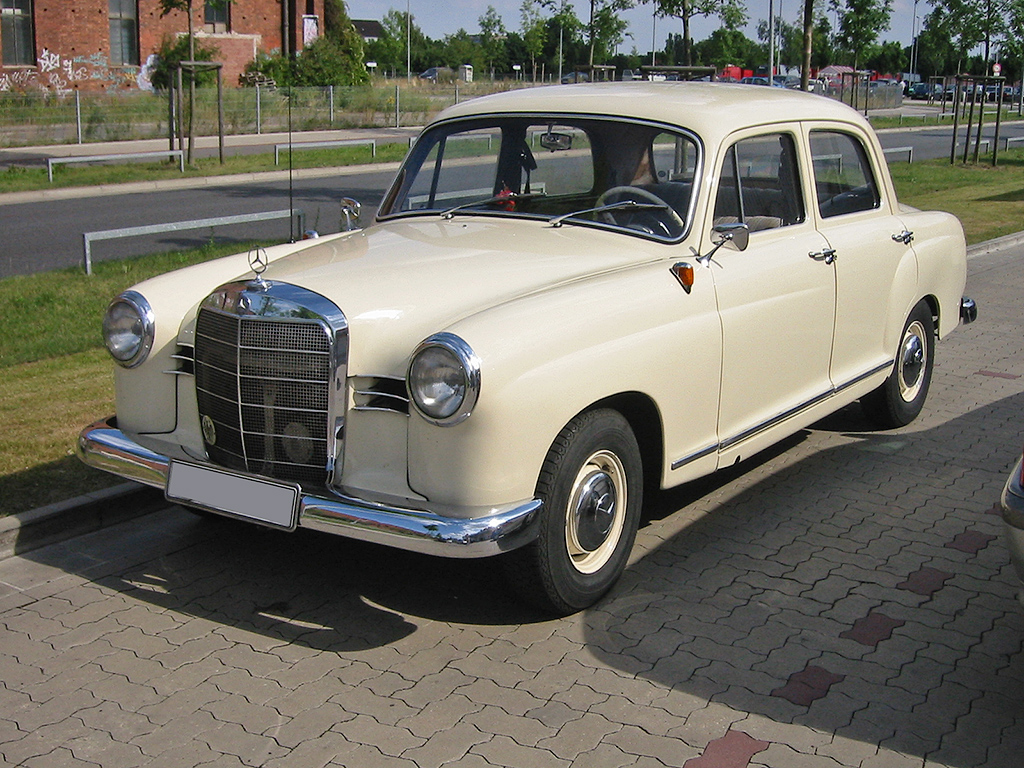
Un Mercedes-Benz W180, (1954 - 1959), al cual denominaron «Pontón»

Un coche con forma de pontón o que presenta carrocería estilo pontón es una designación que hace referencia a un tipo de carrocería caracterizada por no poseer aletas en su diseño. Muy en boga desde los años 1930 hasta los años 1960, dio origen a muchos de los diseños de la gran mayoría de los automóviles modernos. Aunque el término haya caído en desuso, se suele emplear para designar a los primeros coches que prescindieron de las aletas separadas del compartimento del motor, utilizadas hasta entonces para alojar las ruedas delanteras. 

## Etimología
El término deriva de la palabra «Ponton» (una palabra de uso común tanto en francés como en el alemán), lo que se traduce como pontón, y se define como Pontonkarrosserie como «una carrocería que todo lo abarca, un estilo lateral directo, un diseño con lados planos».

## Características
Las principales características que diferencian a un coche con carrocería de tipo Pontón de otros coches están algunas como la ausencia de aletas sobresalientes de las líneas de la carrocería, y la falta de estribos o plataformas, y que a continuación, tenían partes con acabados lisos, estos eran derivados de la integración de los propios guardabarros al resto de la carrocería, en función de mantener líneas constantes y redondeadas en un diseño por lo general de  tres volúmenes. Este tipo de carrocería del coche es también conocido en Inglés como el «sobre-estilo» (es decir, "por sobre el estilo anterior", de aletas amplias y elevadas).
El término, ahora en desuso, describe en particular la configuración de líneas redondeadas de un coche con facetas lisas, más que todo de ciertos modelos de automóviles europeos, principalmente producidos después de la 2.ª guerra mundial, y más concretamente de aquellos vehículos producidos por los fabricantes de automóviles europeos y norteamericanos como Mercedes-Benz, Opel, Auto Union, DKW, Borgward, Lancia, Fiat, Rover, Renault, Studebaker, Ford, Chevrolet, Vauxhall y Volvo, así como los coches de fabricantes europeos orientales como FSO y GAZ del mismo periodo.

## Galería de imágenes

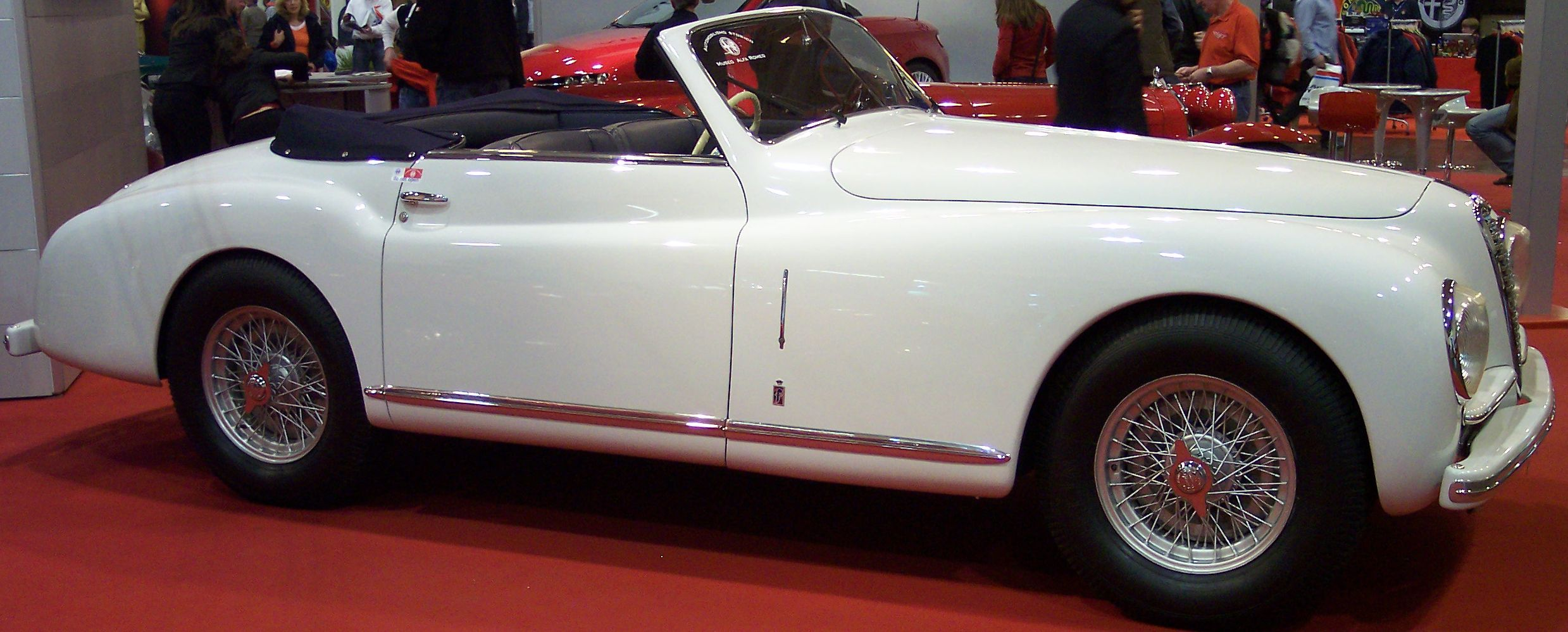
Un  Alfa Romeo 6C 2300 SC diseñado por Pininfarina, del año 1947
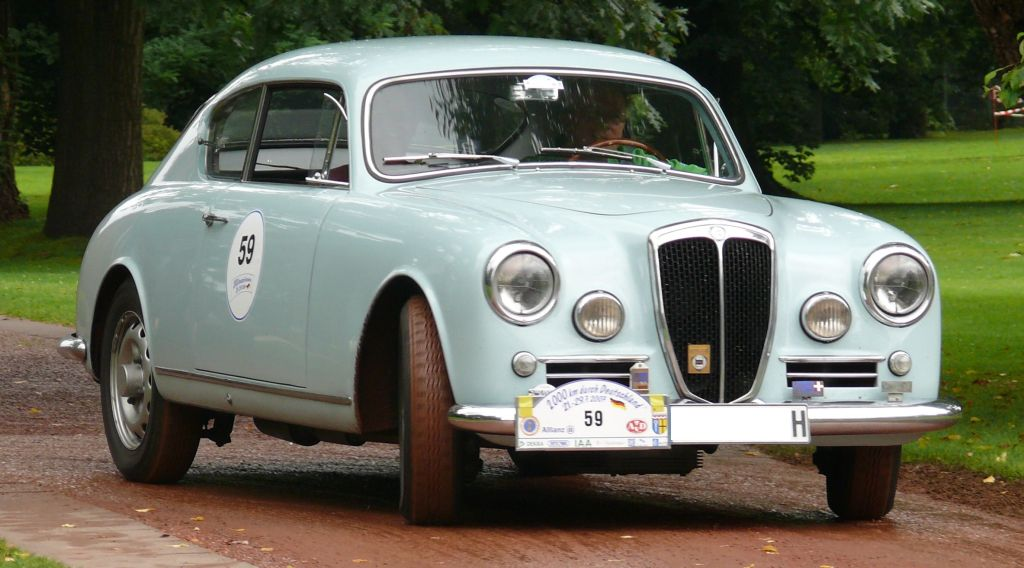
Lancia Aurelia B20
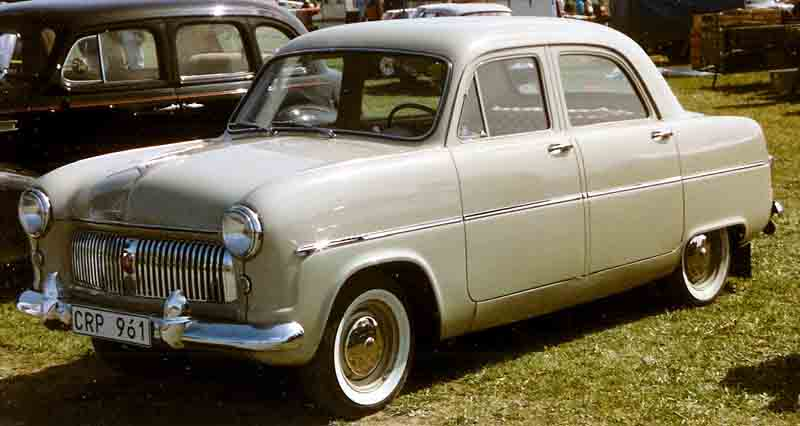
Ford Consul del año 1950
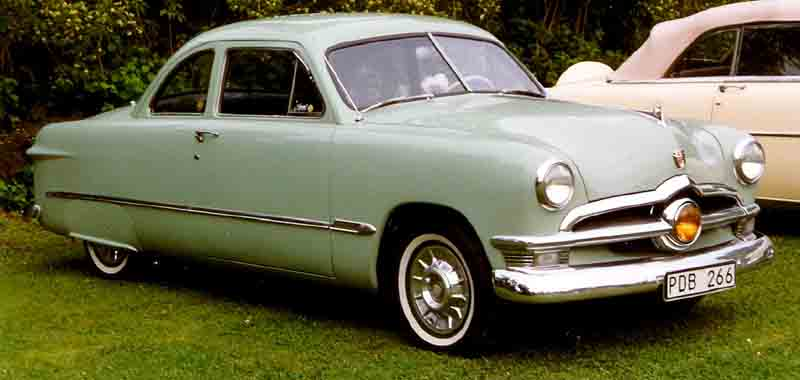
Ford 72B Custom Club Coupé de lujo, del año 1950
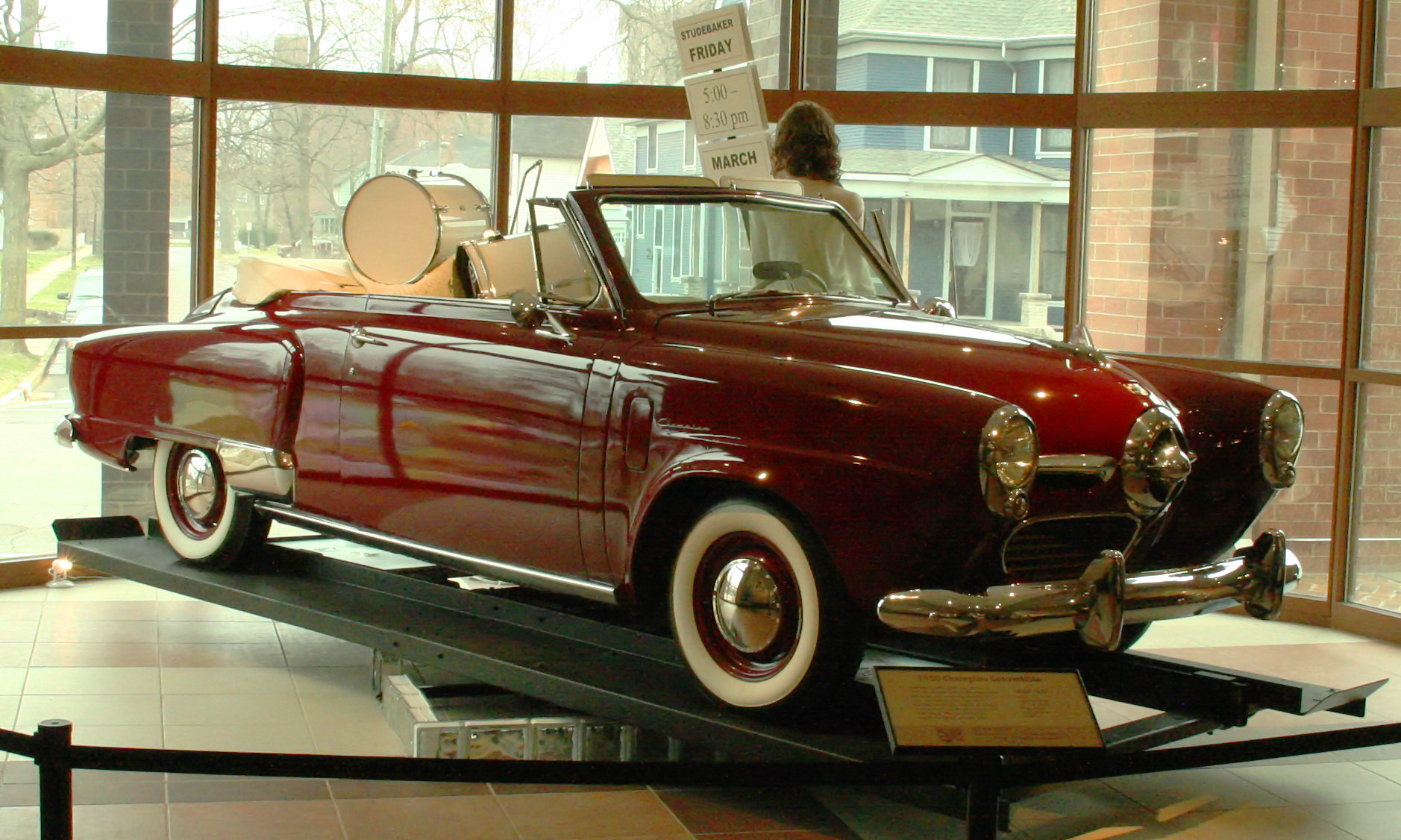
Studebaker Champion del año 1950
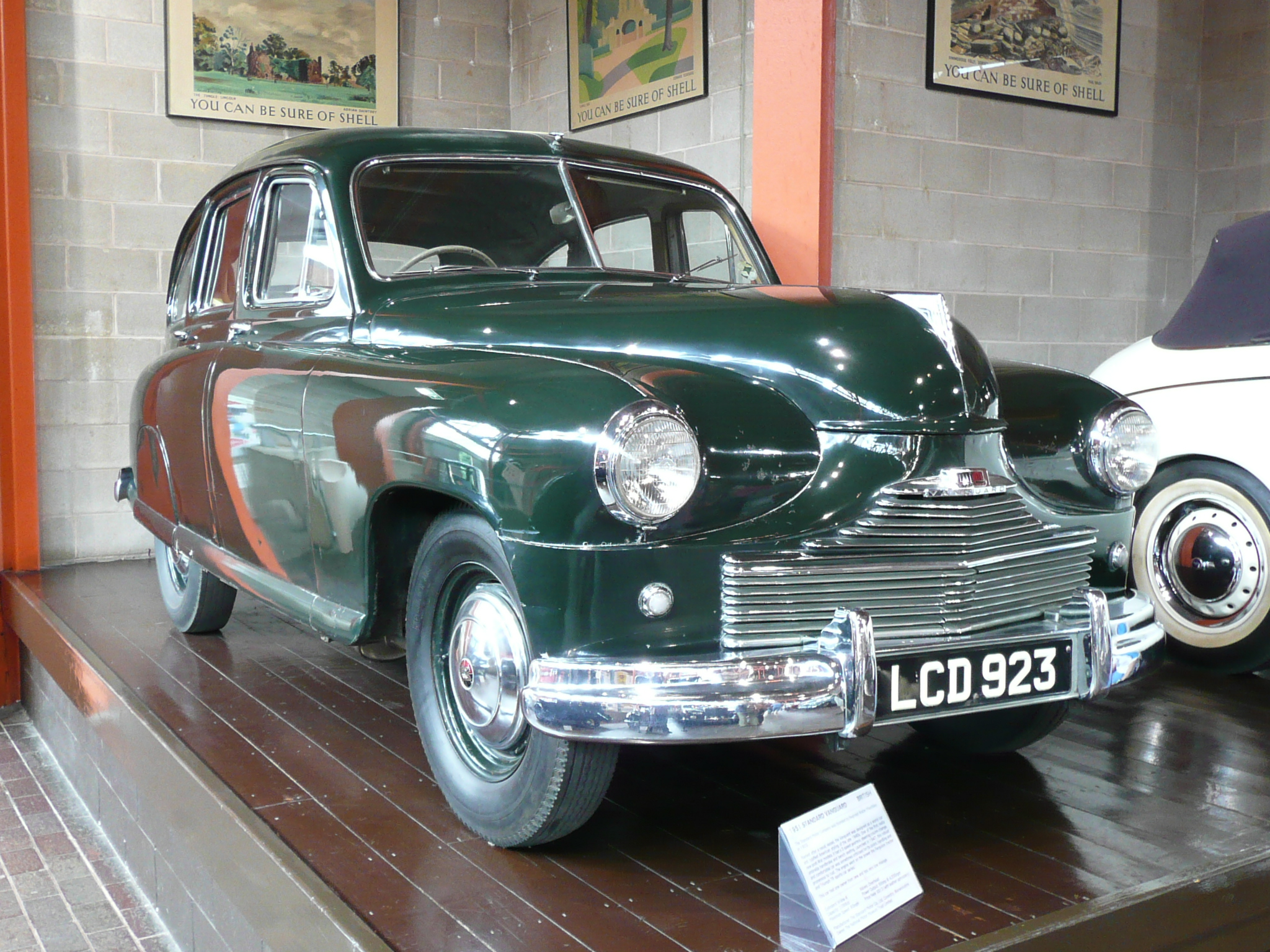
Un Standard Vanguard del año 1951
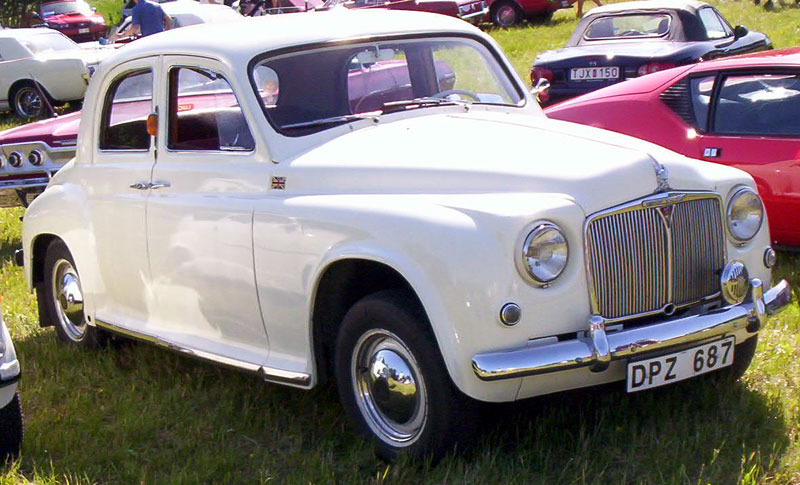
Rover 75 del año 1952
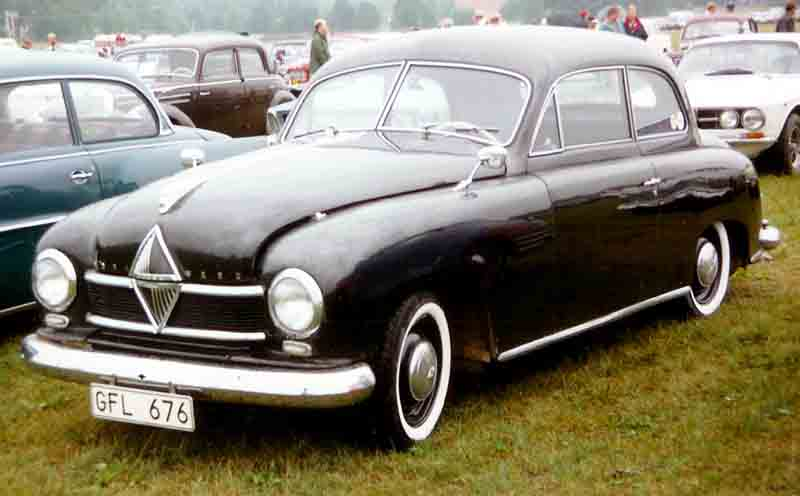
Borgward Hansa 1500 (1949 - 1954)
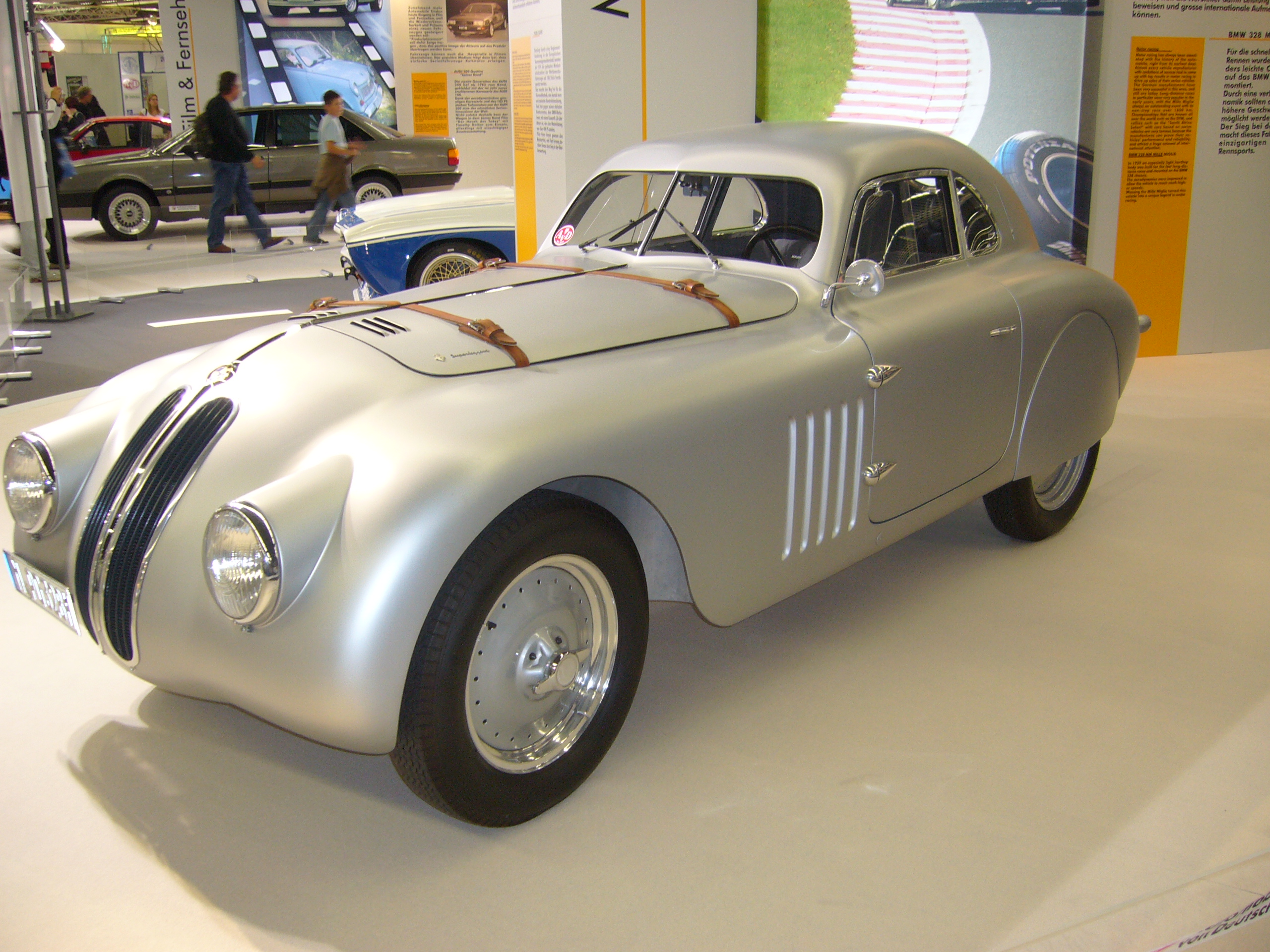
1936 BMW 328  Mille Miglia
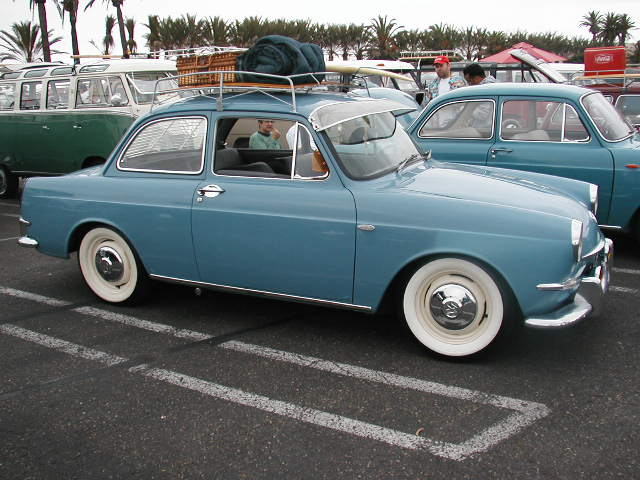
Volkswagen Tipo 3
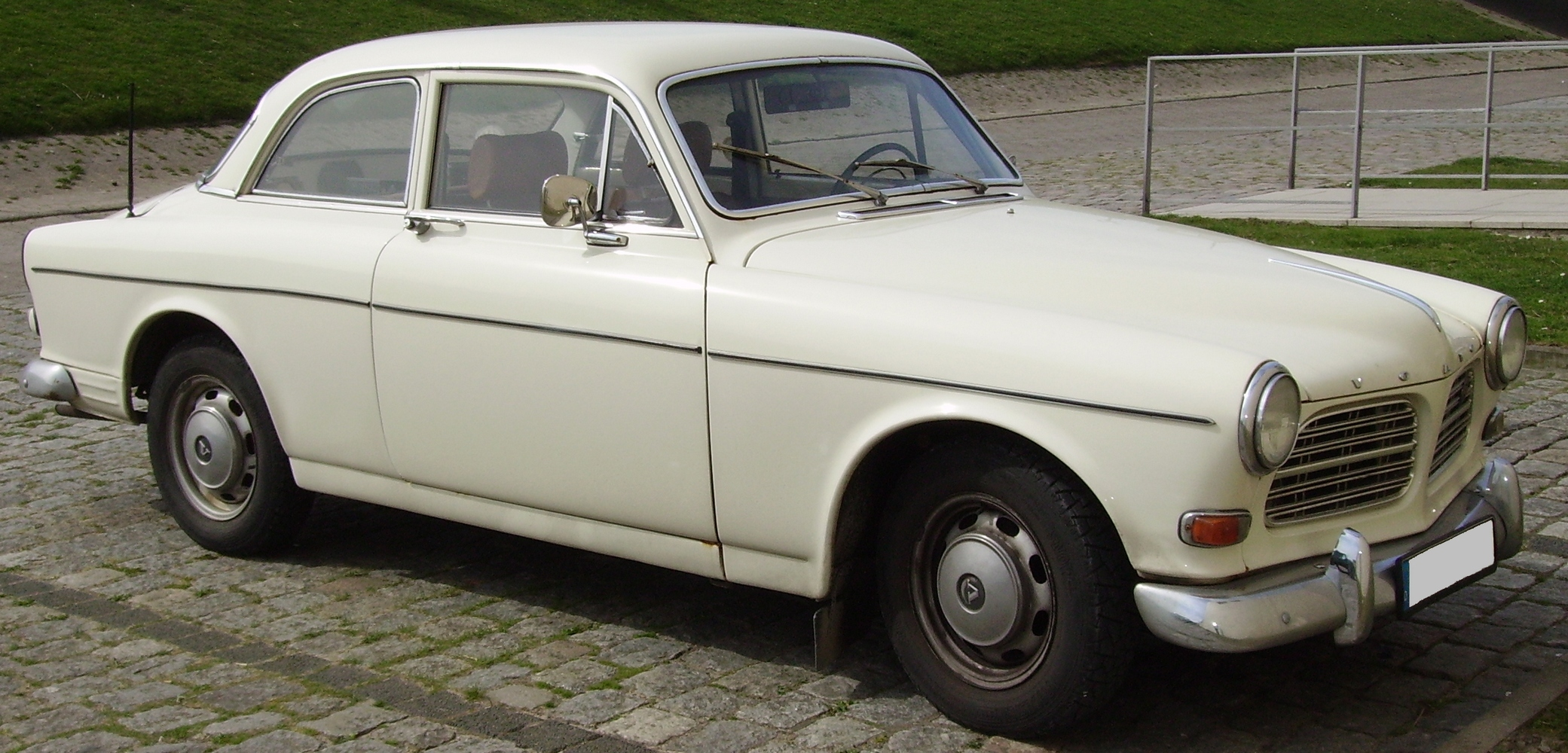
Volvo Amazon
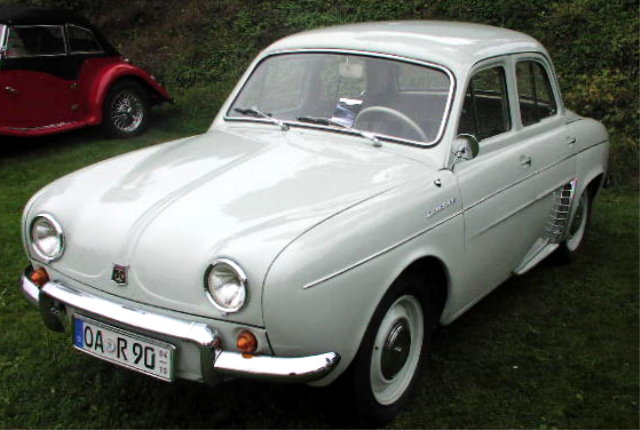
Renault Dauphine (1956 - 1967)
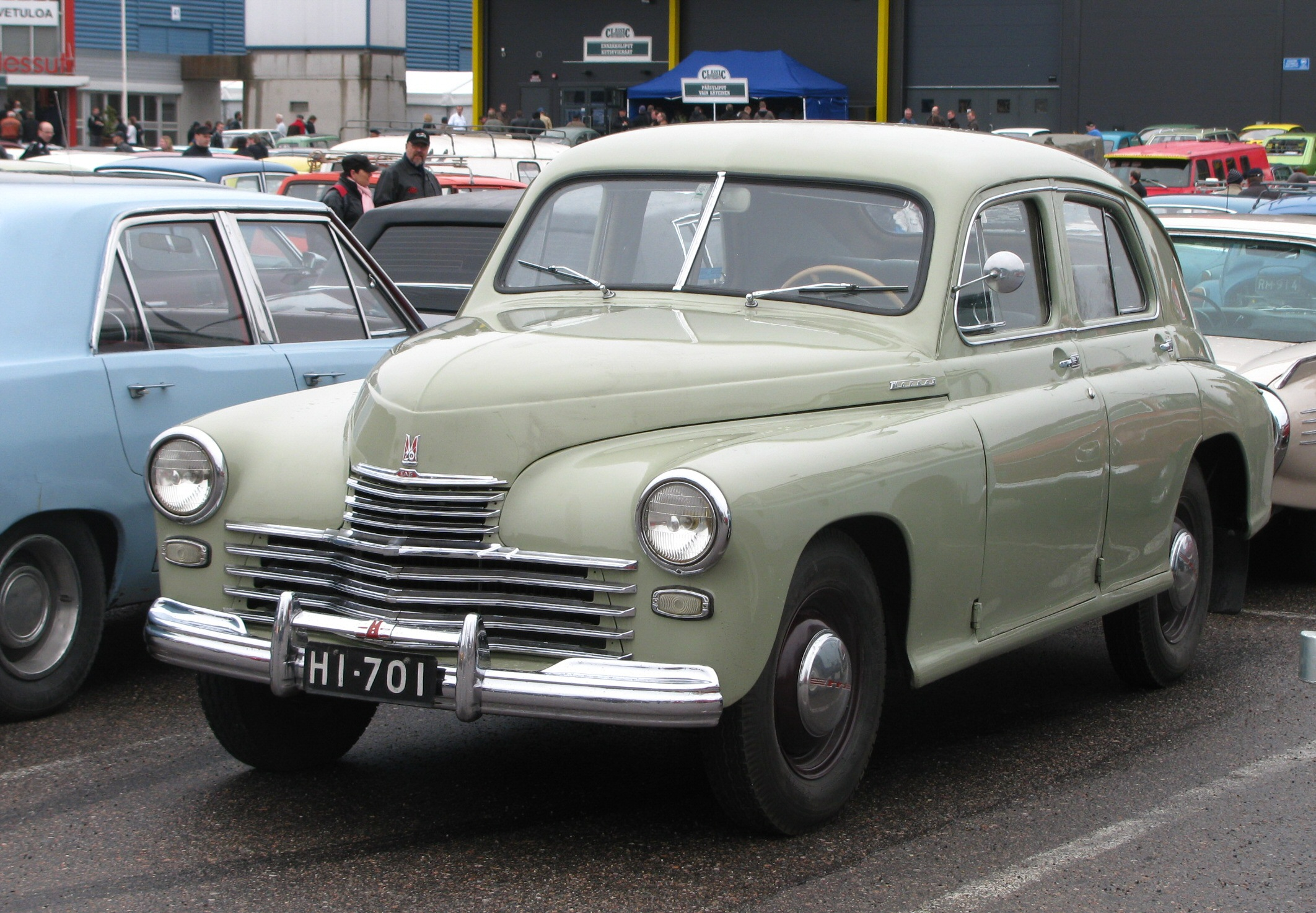
GAZ M-20 Pobeda, en Lahti, Finlandia
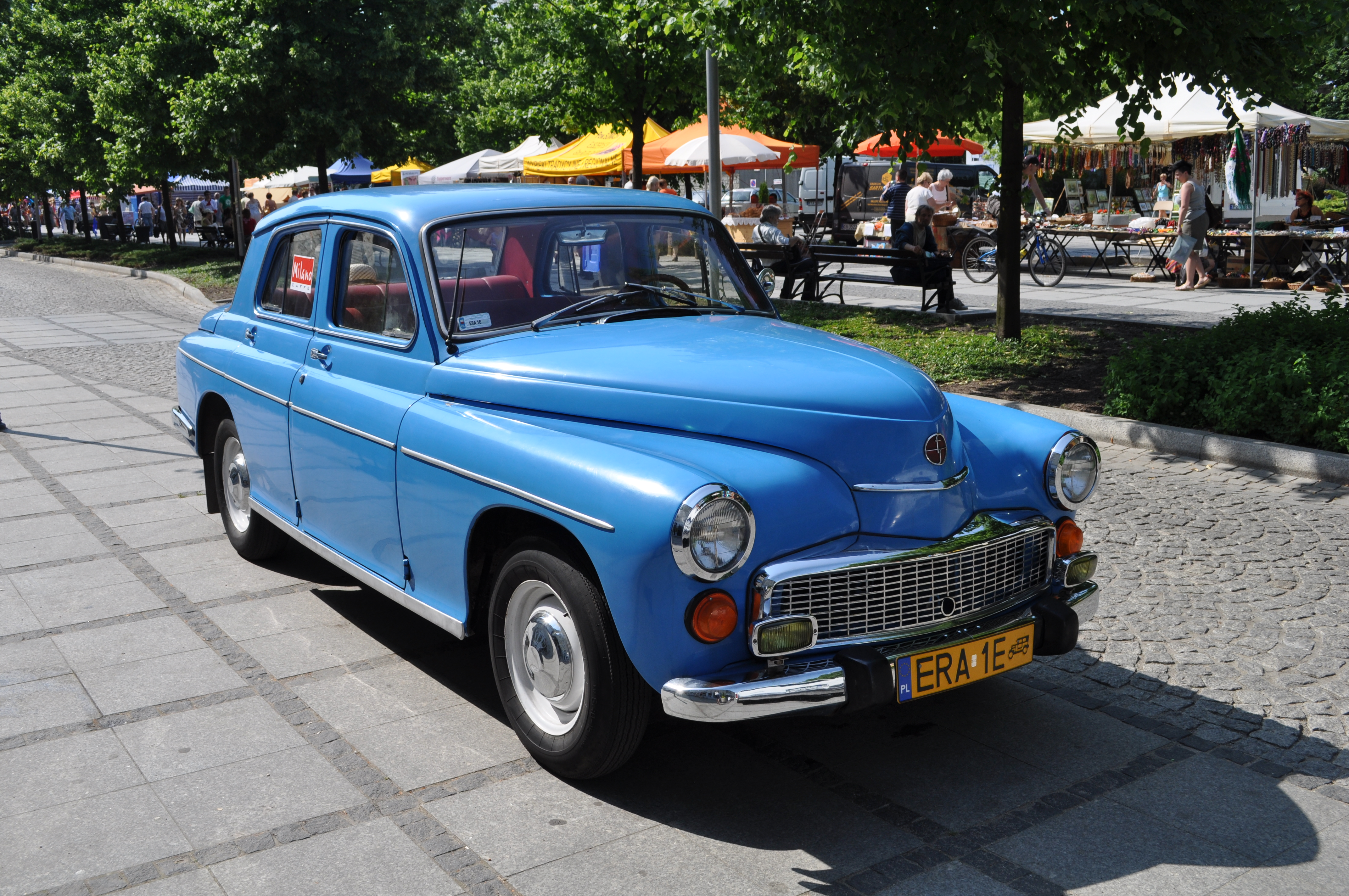
Warszawa en Polonia.
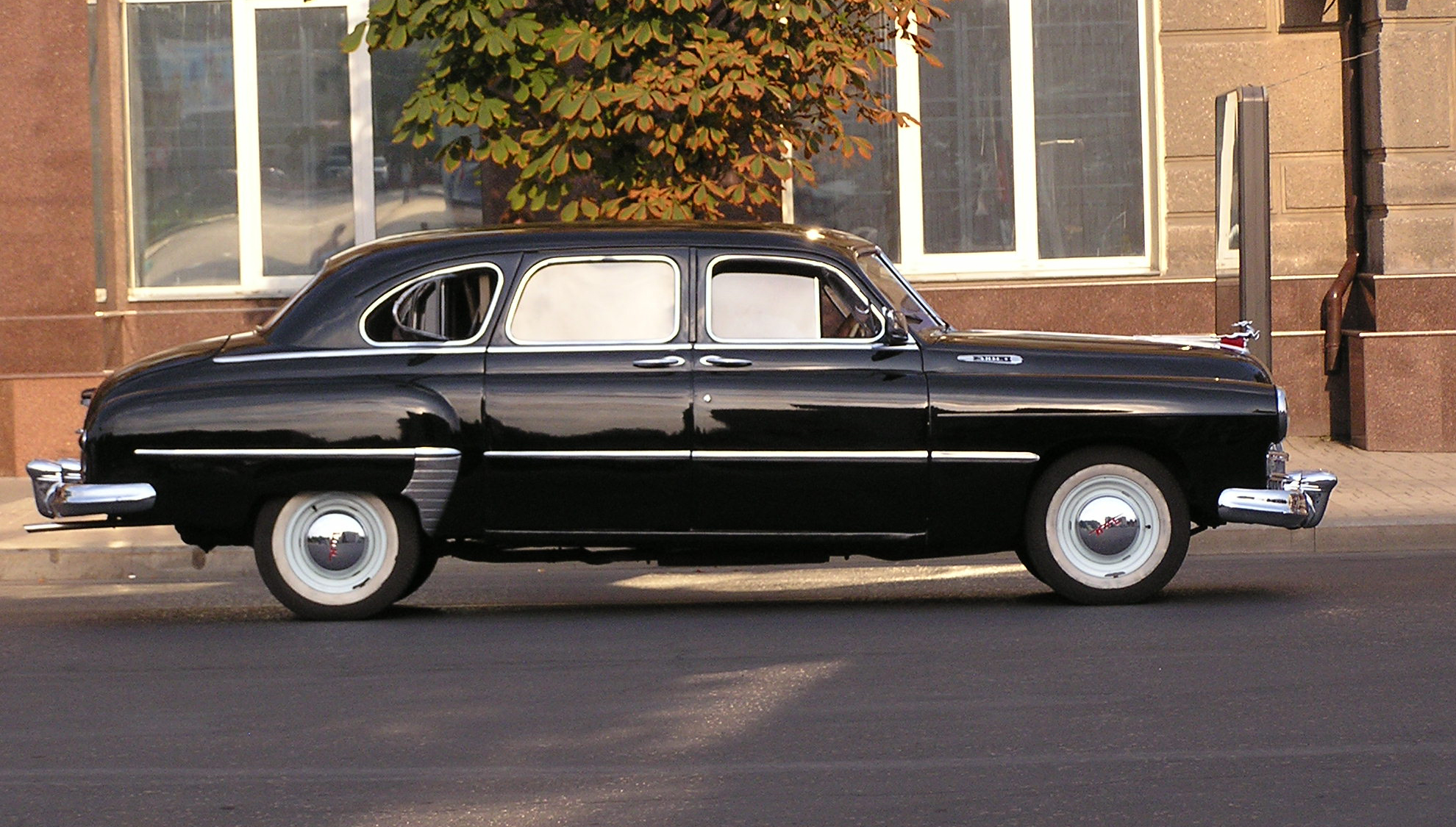
Un GAZ-12 ZIM en exhibición
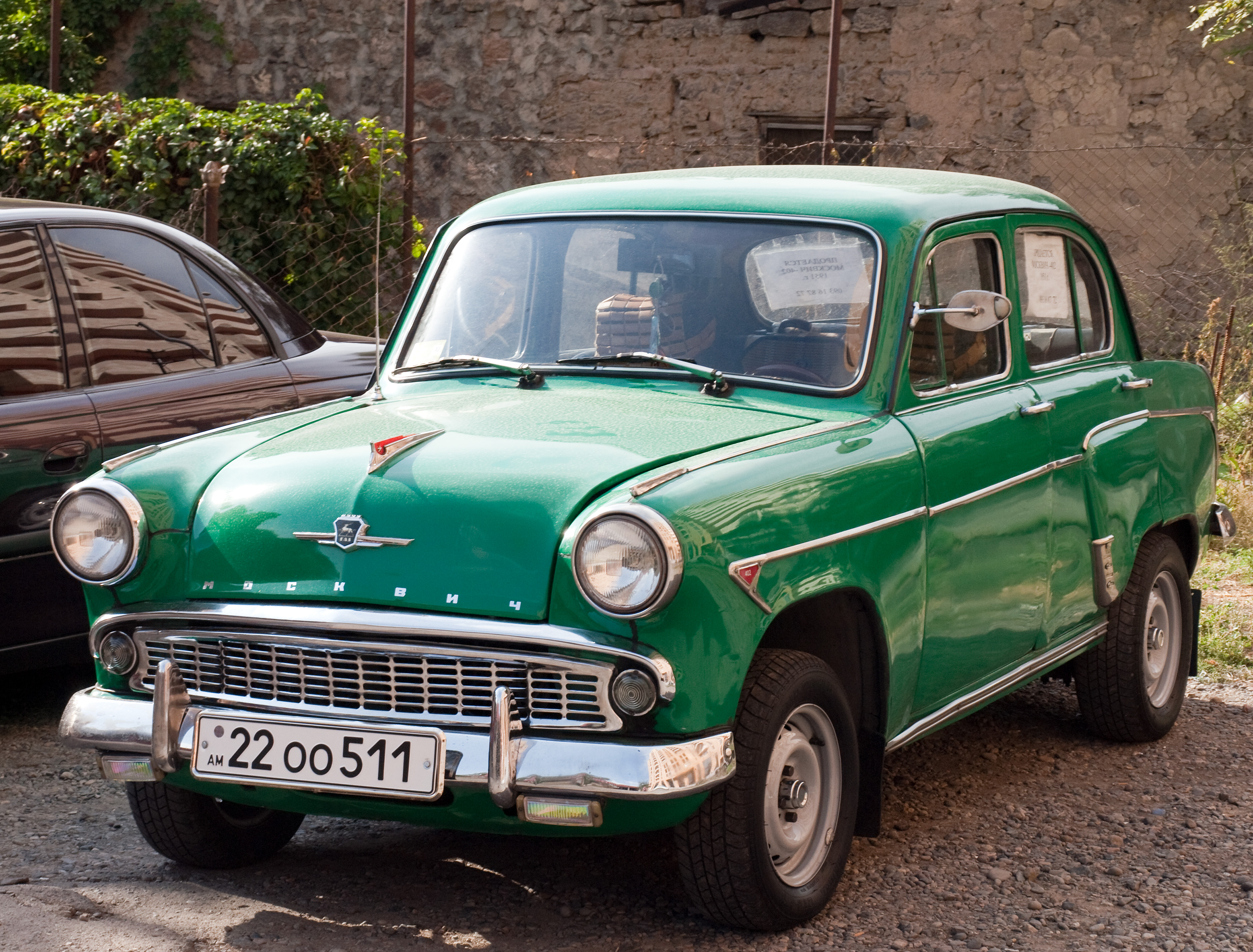
"Moskvich-407" (AZLK-407) en Ereván, Armenia